# Contratto con Dio
Contratto con Dio (A Contract with God) è un romanzo a fumetti di Will Eisner, costituito da quattro episodi e un "prologo", pubblicato nel 1978 ed edito in Italia per la prima volta nel 1980, serializzato sulla rivista Eureka nei numeri da 199 a 202 e sul numero 205.  La prima edizione in volume si ha invece nel 1985 con il titolo di Bronx 1930 e nel 2001 come Contratto con Dio e altre storie.
L'opera di Eisner, avulsa dalla tipica produzione dell'autore di The Spirit, può essere considerata uno dei primi graphic novel in assoluto.

## Trama
(Reb, uno dei tre anziani)
L'opera è in realtà una raccolta di quattro episodi e un prologo:
1. [Prologo] Un casamento nel Bronx (A Tenement in the Bronx);
2. Contratto con Dio (A Contract with God);
3. Il cantante di strada (The Street Singer);
4. Il super (The Super);
5. Cookalein (Cookalein).

### Contratto con Dio
(Frimme Hersh)
Eisner, in questo primo episodio, che dà il titolo alla raccolta, narra la vicenda di Frimme Hersh, un pio ebreo di Dropsie Avenue, caseggiato n. 55, che, in gioventù, aveva deciso di stipulare unilateralmente un contratto con Dio. Alla morte della figlia, ritenendo che Dio avesse rotto il patto stipulato, in una notte terribile di tempesta e dolore decide di cambiare completamente vita, diventando un dissoluto e avaro affittacamere. Dopo molti anni, però, quando ormai ha ottenuto tutto quello che poteva ottenere, chiede ai saggi del suo vecchio quartiere di stilare un nuovo contratto, in modo tale che sia assolutamente perfetto. Non appena avuto in mano l'atto, ritenendolo inattaccabile, decide di "ritornare sulla retta via". Tuttavia, dopo pochi istanti, l'emozione della decisione presa, gli causa un infarto portandolo alla morte.

### Il cantante di strada
Narra la vicenda di un cantante di strada che, durante il suo peregrinare tra i vicoli, viene adescato da un'anziana ex cantante. La donna, dopo averlo fatto entrare nel suo appartamento e aver consumato un rapporto sessuale, lo convince a seguire gratuitamente le sue lezioni di canto per tentare di raggiungere il successo. La donna congeda l'uomo dopo avergli regalato del denaro per un nuovo vestito, che l'uomo invece spende per ubriacarsi ma non per acquistare le medicine per suo figlio o per la giovane moglie incinta. L'ex cantante contatta una sua conoscenza nel campo musicale ottenendo un contratto per l'uomo. Il giorno dopo il cantante tenta di tornare dalla sua mecenate ma, a causa della sua abitudine a cantare in posti sempre identici, non ritrova la strada, perdendo così l'occasione della sua vita.

### Il super
Racconta la storia di Mr. Scuggs, un custode (figura generalmente chiamata "super") tedesco di un palazzo di ebrei mal visto da tutti e che, a causa della sua solitudine e del suo carattere scorbutico e schivo, deve affrontare una situazione poco chiara. Viene adescato da una bambina che dopo essersi introdotta nel suo appartamento e avregli avvelenato l'amato cane, lo deruba. Minaccia inoltre l'uomo di rivelare a tutti il loro segreto e quando l'irato Scuggs la affronta nel cortile del palazzo, gli inquilini pensano che l'uomo stia tentando di violentare la bambina. Distrutto dalla vergogna, l'uomo si uccide.

### Cookalein
Racconta delle vacanze in una località di campagna di alcune persone, dei loro sogni, delle loro esperienze, dei loro sentimenti e della loro vita.

## Edizioni
- Will Eisner, Bronx 1930, Firenze, L’Oasi editoriale, 1985.
- Will Eisner, Contratto con Dio e altre storie, Bologna, Punto Zero, 2001.
- Will Eisner, Contratto con Dio, traduzione di Francesco Pacifico e Veronica Raimo, Bologna, Fandango libri, 2010, ISBN 9788860441485.